# Las Malvinas (Michoacán)
Las Malvinas es una localidad del estado mexicano de Michoacán. Es parte del municipio de Tangancícuaro.

## Demografía
| Censo | Población |
| ----- | --------- |
| 2000  | 1674      |
| 2010  | 2397      |
| 2020  | 2773      |